# أسعد عبد الرحمن
أسعد عبد الرحمن هو كاتب وباحث عربي، ومحلل سياسي مختص في القضايا الفلسطينية وشؤون الصراع العربي الإسرائيلي.
ولد في القدس، انخرط في “حركة القوميين العرب” وعمل مساعداً لغسان كنفاني في تحرير ملحق فلسطين لصحيفة “المحرر”، عينه فايز صايغ كباحث رئيسي في “مركز الأبحاث الفلسطيني”. من الأعضاء الاوائل في “الجبهة الشعبية لتحرير فلسطين” وقضى عاماً في سجون إسرائيلية وأبعد بعدها من فلسطين.
هو أيضًا مؤسس والرئيس التنفيذي لمؤسسة فلسطين الدولية (للأبحاث والخدمات) التي تعنى بإقامة جسر عريض من التفاعل باتجاهين: أولهما يصل الجاليات ذات الأصول العربية، وجميع أصدقاء الشعب الفلسطيني مع القضية/البلد/الدولة الفلسطينية، وثانيهما يصل هذه الأخيرة بالجاليات ذاتها.

## الشهادات الأكاديمية
1. بكالوريوس (1965) وماجستير في (1967) في الإدارة العامة – الجامعة الأمريكية في بيروت.
2. شهادة الدكتوراه في العلوم السياسية، جامعة كالغاري في ألبرتا بكندا (1973).

## مناصبه
- مؤسس / ونائب رئيس/ولاًحقا رئيس هيئة مديري المدارس العصرية (الأردن) منذ (1992) وحتى الآن.
- منذ العام 1983 وحتى الآن رئيس مجلس إدارة ومدير عام هيئة الموسوعة الفلسطينية ورئيس اللجنة العلمية المشرفة على التطوير المستمر للموسوعة.
- المدير العام لمؤسسة عبد الحميد شومان 1981 - 1996.[2]
- منذ الفترة 2015 - 2019 عضو مجلس أمناء الجامعة الأردنية.

كما أنه عضو في المجلس الوطني الفلسطيني/ وعضو المجلس المركزي الفلسطيني/ وعضو اللجنة التنفيذية لمنظمة التحرير الفلسطينية.

## مؤلفاته
- «أوراق سجين».[4]
- «المنظمة الصهيونية العالمية».
- «على دروب الانتفاضة».
- «الفلسطيني الحزين».
- «قضية اللاجئين الفلسطينيين».
- "الانتفاضة الفلسطينية الكبرى /2000.
- الشهيد الشاهد (ناجي العلي).
- الفكر السياسي الإسرائيلي.
- منظمة التحرير الفلسطينية (جذورها، تأسيسها، مساراتها).
- الناصرية: البيروقراطية والثورة في تجربة البناء الداخلي.
- الناصرية: ثورة بيروقراطية.. أم.. بيروقراطية ثورة.
- الشهيد باسل الكبيسي.
- التسلل الإسرائيلي في آسيا (الهند وإسرائيل).
- الإنماء السياسي في التجربتين الناصرية والبورقيبية.
- المساعدات الأمريكية والألمانية الغربية لإسرائيل.[5]

مساهم منتظم خلال الـ 40 سنة الماضية، وعلى أسس أسبوعية، في عدد من الصحف العربية.
هذا، عدا عن العديد من الدراسات السياسية/الأكاديمية المتخصصة التي تم إعدادها ونشرها في المجلات العلمية وبخاصة في مجلة شؤون فلسطينية.

## وصلات خارجية
- أسعد عبد الرحمن على موقع أرشيف الشارخ.
- موقع الدكتور أسعد عبد الرحمن